# 曹洞宗

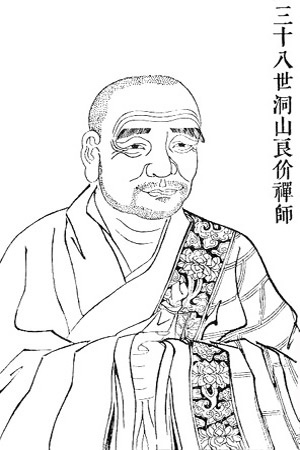
洞山良价（悟本大師）

曹洞宗（そうとうしゅう）は、中国の禅宗五家（曹洞、臨済、潙仰、雲門、法眼）の1つで、中国禅宗の祖である達磨（5世紀後半 - 6世紀前半）から数えて6代目の南宗禅の祖・曹渓宝林寺の慧能（638年 - 713年）の弟子の1人である青原行思（? - 740年）から、石頭希遷（700年 - 790年、石頭宗）、薬山惟儼（745年 - 828年）、雲巌曇晟（782年 - 841年）と4代下った洞山良价（807年 - 869年）によって創宗された。
日本仏教においては禅宗（曹洞宗・日本達磨宗・臨済宗・黄檗宗・普化宗）の1つであり、始まりは鎌倉仏教の1つとしてでもあった。本山は永平寺（福井県吉田郡永平寺町）・總持寺（神奈川県横浜市鶴見区）。専ら坐禅に徹する黙照禅であることを特徴とし、仏陀・悟りを開いた人・目覚めた人の教えであり、出家在家に拘らず求道者各自が悟りを開くことを標榜する。現代の曹洞宗は、単一宗教宗派の寺院数としては最大で14,000超を有する。

## 歴史
中国曹洞宗は、洞山良价と彼の弟子である曹山本寂（840年 - 901年）を祖とし、はじめ「洞曹宗」を名乗ったが、語呂合わせの都合で「曹洞宗」となったというのが定説の1つとなっている。また、道元（1200 - 1253年）をはじめ日本の禅宗では、洞曹宗の「曹」は曹山本寂ではなく、曹渓慧能（大鑒慧能、638 - 713年）から採られている、という解釈もなされている（道元がこのような解釈をした理由は、曹山本寂の系統分派は途絶えていて、道元が学んだのが雲居道膺（? - 902年）につながる系統であったためである）。
道元らが提唱した系譜は、前述した南方禅の慧能にさかのぼり、その弟子青原行思－石頭希遷－薬山惟儼－雲巌曇晟－洞山良价－‥‥と継がれている法脈である。曹山本寂の系譜は四代伝承した後に絶伝した一方で、洞山良价の一系譜のみが現在まで途絶えずに伝わっている。洞山良价の禅学思想に基づき、曹洞宗の禅風は「万物皆虚幻、万法本源為佛性」となっている。

## 中国における曹洞宗

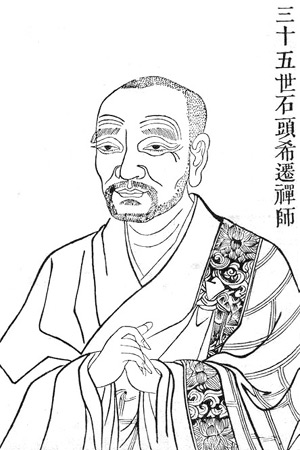
石頭希遷僧

洞山良价から5代下った大陽警玄（943年 - 1027年）には弟子がいなかったため、師資の面授を経ずに付法相承する「代付」によって投子義青（1032年 - 1083年）へと嗣法がなされることで、北宋末における再興が成された。
次代の芙蓉道楷（1043年 - 1118年）の弟子の代になると、宋の南遷による南宋の成立に伴い、河北に留まる鹿門自覚（? - 1117年）の系統と、江南に下る丹霞子淳（? - 1119年）の系統に分かれた。
丹霞子淳の門下には、宏智正覚（1091 - 1157年）と真歇清了（1089年 - 1151年）がおり、宏智正覚は「黙照禅」を提唱し、「看話禅」を提唱する臨済宗の大慧宗杲（1089年 - 1163年）と対立したことや、多くの弟子を持ち「宏智派」を形成したことで知られ、他方の真歇清了の門下では3代下った天童如浄（1163年 - 1228年）から道元が日本へと曹洞宗を伝えた。宏智正覚の高弟であった自得慧暉（1097 - 1183年）の系統が、「宏智派」ではその後唯一、元末明初に至るまで、中国曹洞宗の法脈を保ち支えていくことになった。この「宏智派」の宗風は、東明慧日（1272 - 1340年）や東陵永璵（1285 - 1365年）によって日本にも伝えられ、鎌倉・京都の五山禅林にも大きな影響を与えた。
他方、河北に留まった鹿門自覚の系統は、普照一辨（青州希辨、1081年 - 1149年?）、大明僧宝（1114年 - 1173年）、王山覚体（1121年 - 1174年）、雪巌慧満（1136年 - 1206年）を経て、金代に万松行秀（1167年 - 1246年）が登場することで隆盛した。彼の弟子には、雪庭福裕（? - 1274年）、耶律楚材（1190年 - 1244年）、林泉従倫（? - ?年）などがいる。雪庭福裕は元代に皇帝クビライ（1215年 - 1294年）に認められ、「国師」に指名されると共に嵩山少林寺を任され中興の祖となった。現在の中国でも、嵩山少林寺（曹洞正宗）が華北地方の拠点とされている。
以上の主な法嗣は、以下のようになる。
- 洞山良价 - 雲居道膺 - 同安道丕 - 同安観志 - 梁山縁観 - 大陽警玄 - 投子義青 - 芙蓉道楷
  - 鹿門自覚 - 普照一辨（青州希辨） - 大明僧宝 - 王山覚体 - 雪巌慧満 - 万松行秀 - 雪庭福裕・・・
  - 丹霞子淳
    - 宏智正覚（宏智派） - 自得慧暉・・・（東明慧日・東陵永璵）・・・
    - 真歇清了 - 天童宗玨 - 雪竇智鑑 - 天童如浄（- 道元）・・・

## 日本における曹洞宗

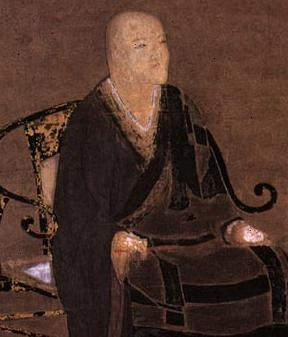
道元

日本仏教における曹洞宗は鎌倉時代に始まる。元々天台宗の僧侶であった道元は、臨済宗黄龍派の明全に随身した後、共に宋に渡り、天童山で曹洞宗の天童如浄（長翁如浄）に師事して開悟(身心脱落)して修行が終わり、1227年に帰国した。
宗祖・洞山良价から道元までの法嗣は、
- 洞山良价 - 雲居道膺 - 同安道丕 - 同安観志 - 梁山縁観 - 大陽警玄 - 投子義青 - 芙蓉道楷 - 丹霞子淳 - 真歇清了 - 天童宗玨 - 雪竇智鑑 - 天童如浄 - 道元

となる。
道元自身は自らの教えを「正伝の仏法」として、セクショナリズム的な宗派を否定したため、弟子たちには自ら特定の宗派名を称することを禁じていた（禅宗の一派として見られることにすら拒否感を示していた）。どうしても名乗らなければならないのであれば「仏心宗」と称するようにと示したとも伝えられる。
後に奈良仏教の興福寺から迫害を受けた日本達磨宗の一派と合同したことをきっかけとして、道元の入滅（死没）後、次第に禅宗を標榜するようになった。宗派の呼称として「曹洞宗」を用いるようになったのは、第四祖瑩山紹瑾（1268年-1325年）とその後席峨山韶碩（1275年-1366年）の頃からである。
日本における曹洞宗は、中国における曹洞宗の説とは違い、曹渓慧能と洞山良价の頭文字を取って曹洞宗と呼ぶのを定説としている。
「臨済将軍曹洞士民」といわれるように、臨済宗が時の中央の武家政権に支持され、政治・文化の場面で重んじられたのに対し、曹洞宗は地方武家、豪族、下級武士、一般民衆に広まった。第四祖瑩山の時代に男女平等・女人救済の思想を教義としたため武家の女性が曹洞宗の信者となった。曹洞宗の宗紋は久我竜胆車紋と五七桐紋である。

### 教義
「正伝の仏法」を伝統とし、「南無釈迦牟尼仏」として釈迦を本尊と仰ぐが、各人が坐禅により万法に証せられる（悟る）ことを肝要とする。曹洞宗の坐禅は中国禅の伝統と同じく「只管打坐（しかんたざ）」（非思量の坐禅をすること）をもっぱらとしている（ただし、臨済宗のように公案禅をとる流派も一部にある。江戸時代のように多くの曹洞宗僧侶が、公案禅に参じた時もあった）。
『普勧坐禅儀（ふかんざぜんぎ）』は、道元が帰国後、坐禅の仕方について著した指南書。四六駢儷体による表現がなされている。また、道元の著書である『正法眼蔵』は、道元の自らの悟り体験に基づき仏教全般について表現している。決して思惟による哲学ではない。

#### 主な経典
主によまれる経典
- 『摩訶般若波羅蜜多心経』
- 『妙法蓮華経観世音菩薩普門品』
- 『妙法蓮華経如来寿量品』
- 『大悲心陀羅尼』
- 『甘露門』（施餓鬼会に際し読む）
- 『参同契』
- 『宝鏡三昧』
- 『舎利礼文』

基本となる祖録
- 『正法眼蔵』 - 道元が著述（未完。後に弟子が編集）
- 『普勧坐禅儀』 - 道元の坐禅についての著述
- 『伝光録』 - 瑩山の提唱を側近がまとめたもの 歴代の祖師の行履と悟りの契機を記述している
- 『修証義』 - 明治時代に『正法眼蔵』から文言を抽出して信者用に再編

ご詠歌・和讃
- 梅花流詠讃歌
- まごころに生きる（南こうせつ作詞・作曲の曹洞宗詠歌）

### 歴史
正治2年（1200年）、京都久我家で生まれた道元は建保2年（1214年）出家し、園城寺・建仁寺で学ぶ。貞応2年（1223年） 明全とともに博多から南宋に渡って諸山を巡り、曹洞宗禅師の天童如浄より印可を受ける。天福元年（1233年）京都に興聖寺を開くが後に越前に移り、寛元2年（1244年） 傘松に大佛寺を開く。寛元4年（1246年） 大佛寺を永平寺に改め、宝治2-3年（1248年-1249年）、執権北条時頼、波多野義重らの招請により教化のため鎌倉に下向する。建長5年（1253年） 病により永平寺の貫首を弟子孤雲懐奘に譲り、京都で没する。
永平寺2世孤雲は道元が日ごろ大衆に語った法語をまとめた『正法眼蔵随聞記』を著し、道元の教えを記録し広めることにつとめた。道元の死後、遺風を守ろうとする保守派と、衆生教化のため法式も取り入れようとする開放派の対立が表面化する。文永4年（1267年）徹通義介に住職を譲るが、両派の対立が激化（三代相論）したため文永9年（1272年）孤雲が再任する。弘安3年（1280年）孤雲が没し徹通が再任するが内部対立を収拾できず、永仁元年（1293年）永平寺を出て大乗寺を開山する。
永平寺は4世義演の晋住後は外護者波多野氏の援助も弱まり寺勢は急激に衰えた。一時は廃寺同然まで衰微したが、5世義雲が再興し現在にいたる基礎を固めた。徹通の弟子瑩山紹瑾は1321年能登に總持寺を開山し、南朝後醍醐天皇より「日本曹洞賜紫出世之道場」の綸旨を得る。応安5年（1372年）、永平寺も北朝後円融天皇から「日本曹洞第一道場」の勅額・綸旨を受ける。總持寺開山瑩山紹瑾は弟子に恵まれ四哲と呼ばれた逸材を輩出した。
四哲の一人峨山韶碩も優れた弟子に恵まれた。太源宗真の門流は梅山聞本、如仲天誾などを輩出し、北陸東海に教線を拡大した。通幻寂霊も通幻十哲と呼ばれる優れた禅僧を輩出、了庵慧明は最乗寺を開き東国に、石屋真梁は大寧寺を開き中国地方に教線を拡大した。無底良韶は貞和4年（1348年）、東北地方初の曹洞宗寺院として正法寺を開き、弟弟子の月泉良印がそれを継いだ。
後花園天皇の頃には、ほとんど全国に普及するまでに成長した曹洞宗だが、応仁の乱以降は衰退していき、僧侶の俗化が進んだ。師僧選びは学徳より、地位や富が基準となり、法統の継承は寺院相続のための方便と化しつつあった。江戸時代に入ると、幕府や大名の支援で寺院そのものの復興が進むが、僧侶の頽廃は改まるどころか、ひどくなっていった。こうした中、月舟宗胡、卍山道白、面山瑞方らが立て直しに取り組む。特に卍山道白は、当時広まっていた、寺院の住職を継ぐことによって伝えられる法統（伽藍法）ではなく、道元が尊重した師僧から弟子へと伝えられる法統（人法）を重視する「宗統復古運動」を展開したことで知られる。また、「正法眼蔵」など宗典の研究、校訂、出版なども盛んに行われた。なお、元和元年（1615年）、江戸幕府より法度が出され永平寺と總持寺は大本山となり、奥州正法寺と九州大慈寺は本山から外れた。

### 宗政
21世紀初頭である現在、全国の曹洞宗寺院は「宗教法人曹洞宗」により包括されており、その本部事務所を「曹洞宗宗務庁」という。曹洞宗に所属する約15,000ヵ所寺は、永平寺派の「有道会」と總持寺派の「總和会」に所属が二分されている。
曹洞宗としての宗派の長を「管長」といい、大本山永平寺および大本山總持寺の貫首（住職）がそれぞれ2年毎交互に就任する（西暦の偶数年の1月20日付けで任期満了となり、翌1月21日付で交代となる。なお、管長が任期中に示寂の場合は、後任の貫首が残任期間まで管長を務める慣例となっている）。閣僚にあたる内局の部長7名も両派でほぼ半数ずつ、宗議会議員（定数72名）も36選挙区ごとに両派から1名ずつ選ばれる。教団運営は管長の元で、宗務と事務が庁議（責任役員会）の決定に基づき執行される。また、内局（宗務執行機関）、宗議会（議決機関）、審事院（監正機関）の三機関が置かれている。「宗教法人曹洞宗」の代表役員は宗務総長といい、宗務執行機関としての法人を代表し、その事務その他の宗務を総理する。

### 著名な寺院

#### 大本山（根本道場）
両大本山の住職を貫首といい、2人の貫首が2年交代で管長（宗門代表）となる。管長は、有資格者で立候補者から選挙によって選出される宗門最高の位階。
| 本山   | 江戸時代 （1750年代） | 現代 （1980年代） |
| ------ | --------------------- | ----------------- |
| 永平寺 | 148                   | 1,300             |
| 總持寺 | 16,200                | 13,850            |
| 総数   | 17,500                | 14,000            |

尊称として住んでいる場所にちなみ、永平寺貫首を不老閣猊下（ふろうかくげいか）、総持寺貫首を紫雲台猊下（しうんたいげいか）とも呼ぶ。
- 永平寺 - 福井県吉田郡永平寺町
  - 貫首：南澤道人（みなみさわ どうにん）禅師
  - 寺紋：久我山竜胆紋（久我竜胆紋・久我竜胆車紋）
  - 寛元2年（1244年）に、道元が越前の波多野義重の要請で開く。
    - 永平寺東京別院（長谷寺） - 東京都港区
    - 永平寺名古屋別院 - 愛知県名古屋市東区代官町
    - 永平寺鹿児島出張所（紹隆寺） - 鹿児島県姶良市平松
- 總持寺 - 横浜市鶴見区
  - 貫首：石附周行（いしづきしゅうこう）禅師
  - 寺紋：五七桐紋
  - 元亨元年（1321年）に、瑩山紹瑾が能登の定賢律師の要請で石川県輪島市門前町に開く。明治31年（1898年）に火災で焼失し、明治44年（1911年）に現在地に移転。
    - 總持寺祖院 - 明治38年（1905年）より元の地（石川県輪島市門前町）に復興
    - 總持寺北海道別院（法源寺） - 北海道松前郡松前町松城

歴史的には正法寺（岩手県奥州市）が奥羽二州の本山、大慈寺（熊本県熊本市南区）が九州本山であった期間があるが、元和元年（1615年）の寺院法度により永平寺、總持寺のみが大本山となる。また、江戸時代に来日した明僧、東皐心越によって開かれた曹洞宗寿昌派は祇園寺（茨城県水戸市）を本山とした。心越の法系は道元と別系であったが明治維新後、合同した。

#### その他著名寺院
- 菩提寺 - 青森県むつ市
- 中野不動尊 - 福島県福島市
- 大中寺 - 栃木県栃木市-　関三刹の一。
- 總寧寺 - 千葉県市川市　-　関三刹の一。
- 龍穏寺 - 埼玉県入間郡越生町　-　関三刹の一。
- 高岩寺（とげぬき地蔵） - 東京都豊島区
- 青松寺 - 東京都港区 - 江戸三箇寺の一。
- 泉岳寺 - 東京都港区 - 江戸三箇寺の一。
- 総泉寺 - 東京都板橋区 - 江戸三箇寺の一。現在は単立。
- 興禅寺 - 神奈川県横浜市南区
- 大船観音寺 - 神奈川県鎌倉市
- 瑞龍寺 - 富山県高岡市
- 修禅寺 - 静岡県伊豆市
- 石雲院 - 静岡県牧之原市
- 医王寺 - 愛知県新城市
- 丈山寺（詩仙堂） - 京都府京都市
- 平等寺 - 奈良県桜井市

### 僧堂

#### 大本山僧堂
- 永平寺 - 福井県永平寺町
- 總持寺 - 神奈川県横浜市

#### 専門僧堂
- 定光寺 - 北海道釧路市
- 中央寺 - 北海道札幌市
- 正法寺 - 岩手県奥州市
- 善寳寺 - 山形県鶴岡市
- 長谷寺（永平寺東京別院） - 東京都港区
- 最乗寺 - 神奈川県南足柄市
- 可睡斎 - 静岡県袋井市 - 東海大僧録。
- 日泰寺 - 愛知県名古屋市
- 總持寺祖院 - 石川県輪島市
- 御誕生寺 - 福井県越前市
- 洞松寺 - 岡山県矢掛町
- 瑞應寺 - 愛媛県新居浜市
- 安国寺 - 福岡県福岡市
- 晧台寺 - 長崎県長崎市

#### 専門尼僧堂
- 愛知専門尼僧堂 - 愛知県名古屋市

#### その他
- 曹洞宗総合研究センター教化研修所 - 東京都港区

### 日本国外への布教
明治・大正時代の日本人の海外移住と共に、ハワイ・ブラジルなどに開教された。ペルーの慈恩寺は南米大陸最古の仏教寺院である。ヨーロッパでは弟子丸泰仙が教線の拡大に貢献し、2005年現在、それらの弟子たちが世界各地で布教活動を継続している。

### 派生した教団
- 如来宗（如来教） - 享和2年（1802年）に『一尊如来きの』によって名古屋に開かれた。明治17年（1884年）以降、昭和26年（1951年）に宗教法人法の施行によって独立するまで曹洞宗の教会として活動。同宗の教義は金毘羅信仰や浄土信仰などの混生であり、曹洞宗本来の教えとは関連が薄い。
  - 一尊教団 - 上記教団の分派。石川県金沢市を中心に活動。

- 救世教 - 明治19年（1886年）、新潟の大道長安が曹洞宗から離脱して結成。大慈大悲の事実上の如来である観音菩薩を本尊として、自力他力を超えた観音妙力による現世救済を主張した。社会福祉に力を注ぎ全国に教線を拡大したが、明治41年（1908年）に大道長安が入寂すると後継者がいないこともあって急速に衰退。

- 法王教 - 明治後期から大正期にかけて高田道見が推進した“通俗的”布教運動。道見は青松寺を拠点として参禅会や訪問法話会などの教化活動を続けていたが、大正期に入ってからは曹洞宗の教義にこだわらず、月刊誌などの出版物、講演会を通した在家仏教の振興に力を注ぎ、自らの活動に「法王大聖釈迦牟尼仏の本旨に基づく仏教」という意味で「法王教」の名を冠した。大正12年（1923年）、道見が入寂すると独自の教派名を冠した運動は終息した。なお、道見は最後まで曹洞宗の僧籍を保持していたため、「法王教」を独立した教団ではなく曹洞宗内の一運動であったとする見方が一般的である。高田道見（1858～1923）は、広島県比婆郡敷島村(現・庄原市)に生まれ、12歳で得度、曹洞宗専門本校進学を望んだが二度にわたり師の賛同が得られず断念、青松寺の雲水として僧俗一体の仏教青年会を組織、在家信者宅への出張講義や文筆活動などでの仏教伝道に励み、54歳で法王教を提唱した[9]。

- 三宝教団 - 昭和29年（1954年）、安谷白雲が曹洞宗から離脱して神奈川県鎌倉市に結成。同教団は道元の教えを中核に置きながら、公案を取り入れるなど独自の修行法を構築。現在は一般在家者への坐禅指導を中心とし、海外にも参禅拠点がある。

この他、曹洞宗系の単立寺院が少数存在する。

### 訴訟
多々良学園（2006年9月、設置者変更により高川学園高等学校・中学校となる）の破綻問題に関し、山口信用金庫と防府信用金庫から12億円の賠償を求める訴訟を2006年8月に起こされている。10月、山口地方裁判所から宗務庁ビルの仮差押命令が下った（仮差押自体は事実認定とは無関係に原告請求のみで可能で、被告の反論を要しない）。

### 宗議会選挙での買収
2010年9月に行われた宗議会議員選挙で、岩手県選挙区で当選した住職が選挙前に有権者に相当する県内の住職に対して「献香」と称して現金を配っていたことが報道された。対立候補であった当時現職の住職も3000円相当の線香を配っていたという。ただし、曹洞宗の規則では選挙時の買収の禁止という項目は存在しない。また、公職ではないので公職選挙法の適用範囲でもない。一連の流れが表面化されたのは、宗議会議員候補者の勢力争いの一環。

### 曹洞宗寺院出身の著名人
- 石川啄木
- 藤子不二雄A
- 針すなお
- ポール牧
- 南こうせつ
- 千厩ともゑ
- 有馬嘉男
- 内野聖陽

## 越南（ベトナム）における曹洞宗
曹洞宗（ヴェトナム語版）は越南（ベトナム）など他の漢字文化圏の国にも伝わっている。